# Harmony Cats (álbum de 1983)
Harmony Cats é o quarto álbum de estúdio, lançado pelo trio homônimo, em 1983.  
O disco foi último a incluir a integrante Maria Amélia. 
Obteve boa repercussão no Brasil e trouxe o sucesso "40 graus (Que Calor de Louco)", bem como canções que fizeram parte da trilha sonora de novelas da TV Globo.

## Produção e lançamento
Após o sucesso do álbum anterior, que rendeu ao grupo um disco de ouro, o novo chegou as lojas cerca de um ano depois, em 1983. Produzido por Luiz Carlos Maluly, com direção de produção de Hélio Costa Manso, contém 12 canções, das quais oito são versões de canções estrangeiras.
Entre as versões destaca-se "Maniac", música de Michael Sembello, lançada em 1983, que foi tema do filme Flashdance. Inspirada no filme de terror Maniac, a canção original atingiu a primeira posição na parada Billboard Hot 100 dos Estados Unidos. Outro destaque é a canção "Amigo É", versão da canção "Amico è (inno dell'amicizia)", de 1982, do cantor italiano Dario Baldan Bembo, a faixa foi incluída na trilha sonora brasileira da novela mexicana Chispita, exibida pelo SBT, em 1984.
Outra música que entrou para trilha sonora de novela foi a canção "Trocas e Baldrocas", que fez parte da novela Transas e Caretas da Rede Globo, em 1984.
O primeiro single foi o da canção "40 graus". A música é uma versão da canção "40 Grados" do grupo uruguaio Los Iracundos. O compacto tinha como lado B a canção "Amor de Computador" e vendeu mais de 60 mil cópias no Brasil. A música fez bastante sucesso, sendo uma das faixas mais executadas nas rádios de todo o país.
O segundo e último single foi o da canção "Feche a Porta Outra Vez", que trouxe como lado B a canção "...De Noite", também presente no álbum.

## Recepção
Obteve êxito entre público e crítica. Paulo Azevedo Chaves, do Diário de Pernambuco, fez uma crítica favorável ao disco e destacou que o amor das três cantoras pela música é refletido nas canções que, segundo ele, tem ótimos vocais, arranjos e produção atual.

## Relançamento
Após mais de 30 anos do lançamento original (em LP e K7), foi relançado em 2018, pelo selo independente Discobertas, no formato CD.

## Lista de faixas
- Créditos adaptados do encarte do LP Harmony Cats.[2]

| N.º | Título                                                          | Compositor(es)                                                                              | Duração |  |
| 1.  | "Amor De Computador"                                            | Vivian Maria Amélia Sylvia                                                                  | 3:20    |  |
| 2.  | "40 Graus (Que Calor de Louco)" (40 Grados (Que Calor de Loco)) | E. Franco J. C. Velázquez L. Franco Sebastião Ferreira da Silva                             | 3:01    |  |
| 3.  | "Quando Você Sabe Amar" (Queen Of Hearts)                       | Hank Devito Vivian Sylvia                                                                   | 3:33    |  |
| 4.  | "Vem Dançar" (Eu Danço Com Você)                                | Carlinhos Borba Gato                                                                        | 2:55    |  |
| 5.  | "Feche A Porta Outra Vez" (Paradise)                            | Phoebe Cates Carlinhos Borba Gato                                                           | 4:05    |  |
| 6.  | "Táxi Amarelo" (Big Yellow Taxi)                                | Joni Mitchell Sylvia Vivian                                                                 | 2:27    |  |
| 7.  | "Amigo É" (Amico È (Inno Dell'Amicizia))                        | Dario Baldan Bembo Sergio Bardotti Nini Maria Giacomelli Mike Bongiorno Maria Amélia Vivian | 3:12    |  |
| 8.  | "Trocas E Baldrocas"                                            | Carlos Paião Carlinhos Borba Gato                                                           | 2:29    |  |
| 9.  | "... De Noite"                                                  | Nico Martins                                                                                | 2:55    |  |
| 10. | "As Mulheres E Os Homens" (La Vida, La Mujer Y El Hombre)       | E. Franco J. C. Velázquez L. Franco H. Burguês Carlinhos Borba Gato                         | 3:35    |  |
| 11. | "Ela Dança (Como Nunca Alguém Dançou)" (Maniac)                 | Michael Sembello Dennis Matkosky Kiko Caggi                                                 | 3:55    |  |
| 12. | "Recado Mudo" (January)                                         | David Paton Carlinhos Borba Gato                                                            | 3:33    |  |